# ادی باومانس
ادی باومانس (هلندی: Eddy Bouwmans؛ زادهٔ ۳۰ ژانویهٔ ۱۹۶۸) دوچرخه‌سوار اهل هلند است.